# イオアン・ズラトウースト (戦艦)
イオアン・ズラトウースト（ウクライナ語:Іоан Златоуст；ロシア語:Иоанн Златоуст）は、ロシア帝国で建造された戦艦である。当初は艦隊装甲艦（Эскадренный броненосец）、のち戦列艦（Линейный корабль）に類別された。ウクライナ国家で運用された時代も同じく戦列艦（Лінійний корабель）に類別されていた。艦名は、キリスト教の聖人ヨハネス・クリュソストモス（金口イオアン）の教会スラヴ語名に由来する。なお、ウクライナ語名についてはイオアン・ゾロトウースティイ（Іоан Золотоустий）と表記されることも少なくない。日本語でもいくつか表記バリエーションがあるが、このページでは由来する聖人名の正教会で正式に使用されている日本語表記に準じることとする。

## 概要

### 設計
イオアン・ズラトウーストは、1903年から1923年の建艦計画枠で黒海艦隊向けに発注された艦隊装甲艦の1 隻であった。建艦計画の中でも、特に民間造船工場と官営造船所の事業経営を支援するために1907年から1911年にかけて実施された「造船業への融通資金計画」によって発注された。
当初、この計画で建造される2 隻の艦隊装甲艦は先に建造された艦隊装甲艦ポチョムキン＝タヴリーチェスキー公の全副砲を152 mm砲から203 mm砲に変更する準同型艦として設計されていた。しかしながら、予算の関係で副砲の換装は装甲砲座（ケースメイト）の下段のみに留められた。設計は、アレクサンドル・ショット技師大佐によって行われた。事実上ポチョムキンの焼き増しとなったが、司令塔の構造が近代化され、対機雷防御装甲も強化された。煙突の蓋いが姉妹艦エフスターフィイとは異なる中央部分の飛び出た形状で、これが同型艦との外見上最も顕著な識別点となった。

### 建造
イオアン・ズラトウーストは、1903年6月13日付けで黒海艦隊に登録された。翌1904年11月13日にはセヴァストーポリのラーザレフ海軍工廠で起工され、1906年5月1日に進水した。
1907年10月10日には海軍で各種の類別変更が実施されたが、建造中であったイオアン・ズラトウーストも艦隊装甲艦から戦列艦へ類別を変更された。1911年4月1日にはネームシップのエフスターフィイに先んじて竣工した。エフスターフィイの完成を待って、同年8月11日にはパンテレイモン（旧ポチョムキン）、エフスターフィイ、ロスチスラフとともに黒海戦列艦戦隊を編成した。また、この年内に主要艦首羅針盤が第一司令塔に移設され、最上部にあった可動式艦橋は撤去された。

### 世界大戦
第一次世界大戦の気配が近づくと、イオアン・ズラトウーストは僚艦とともにオスマン帝国海軍の戦艦撃滅のため、戦艦艦隊による集中砲撃戦術の特訓に日々を費やした。仮想敵は黒海艦隊のすべての戦艦の性能を上回る弩級戦艦であったが、黒海艦隊司令部は多数の前弩級戦艦による迅速なる集中砲火によってこれを撃沈することが可能であると踏んでいた。
いよいよロシアが参戦すると、イオアン・ズラトウーストは黒海やボスフォラス海峡において対オスマン帝国封鎖任務に就いた。6 門の75 mm砲は役に立たないとして大戦初期の内に撤去され、代わりに4 門の152 mm砲が増設されることとなった。さらにのちには、これらは同数の203 mm砲に換装されることが計画された。しかし、この種の砲の不足からこの案は却下され、結局1916年にすべての75 mm砲が撤去されただけに留まった。
敵の交通路を断つため、僚艦とともにアナトリア半島のゾングルダク、キリムリ、コズルならびにブルガリアのヴァルナの港湾部および沿岸部への砲撃を行った。また、輸送艦隊の護衛に従事したり、機雷敷設任務に当たる混成艦隊に加わったりした。イオアン・ズラトウーストが参加した最大の海戦は1914年11月18日に発生したサールィチ岬の海戦であった。イオアン・ズラトウーストは戦艦艦隊の砲撃を指揮する重要な役割を担っていたが、霧のため艦隊と敵艦との間の距離計算を誤り、この任務を遂行できなかった。海戦は旗艦エフスターフィイの個艦奮戦により巡洋戦艦ゲーベンが逃走し終わったが、ロシア側の勝利宣言にも拘らず、その実態は危機一髪というべきもので、大戦前に特訓を積んだ艦隊による集中砲撃戦術も完全に失敗したといえる結果であった。
1915年5月10日には、ロシア艦隊はボスフォラス海峡にてゲーベンと再び交戦した。この戦闘においてロシア艦隊はゲーベンの舷側装甲と装甲砲座への命中弾によって損傷を負わせたが、イオアン・ズラトウーストとトリー・スヴャチーチェリャもまた敵の砲弾の命中による重度の損傷を負った。

### 革命
1917年3月8日(ユリウス暦2月23日)に二月革命が起きてペトログラートに臨時政府が樹立されると、イオアン・ズラトウーストはその管理下に入れられた。しかし、ウクライナでは二月革命を機に独立と民族主義の機運が高まっており、ウクライナに駐留し、勤務者の大半（75 - 90 %）をウクライナ人が占めていた臨時政府所轄の黒海艦隊では黄色と青のウクライナ国旗を掲げる艦艇が続出した。正式なウクライナ国家が成立する以前の1917年4月末の時点ですでにセヴァストーポリにあったほとんどの艦と海軍歩兵部隊でウクライナ系ラーダが組織されており、その中でもイオアン・ズラトウーストは、姉妹艦イェウスターフィイ、ロスティスラーウ、防護巡洋艦パームヤチ・メルクーリヤ、カフール、プルート、駆逐艦ザヴィードヌィイとともに、最も積極的な活動を行い、最も「信頼」された艦艇に数えられた。セヴァストーポリ駐留艦隊は、ウクライナ・コサック出身の中佐、ヴォロディームィル・サウチェーンコ＝ビーリシクィイによって統率されていた。一方、9月に正式に成立したロシア共和国政府は、全黒海艦隊艦艇はロシア共和国の権力下にあることを宣言した。
その後ボリシェヴィキが十月革命を起こしたが、これにウクライナ中央ラーダが反対するとボリシェヴィキは武力で対抗、赤軍をウクライナへ侵攻させた。12月29日には、イオアン・ズラトウーストはセヴァストーポリを掌握した赤色黒海艦隊により接収された。1918年1月14日には独立したウクライナ人民共和国が「ウクライナ人民共和国海軍に関する臨時法」を定めて黒海艦隊艦艇の所有を宣言したが、ウクライナ・ソヴィエト戦争はソヴィエト・ロシア優位に進められ、実際に海軍艦艇がウクライナ人民共和国海軍に渡ることはなかった。

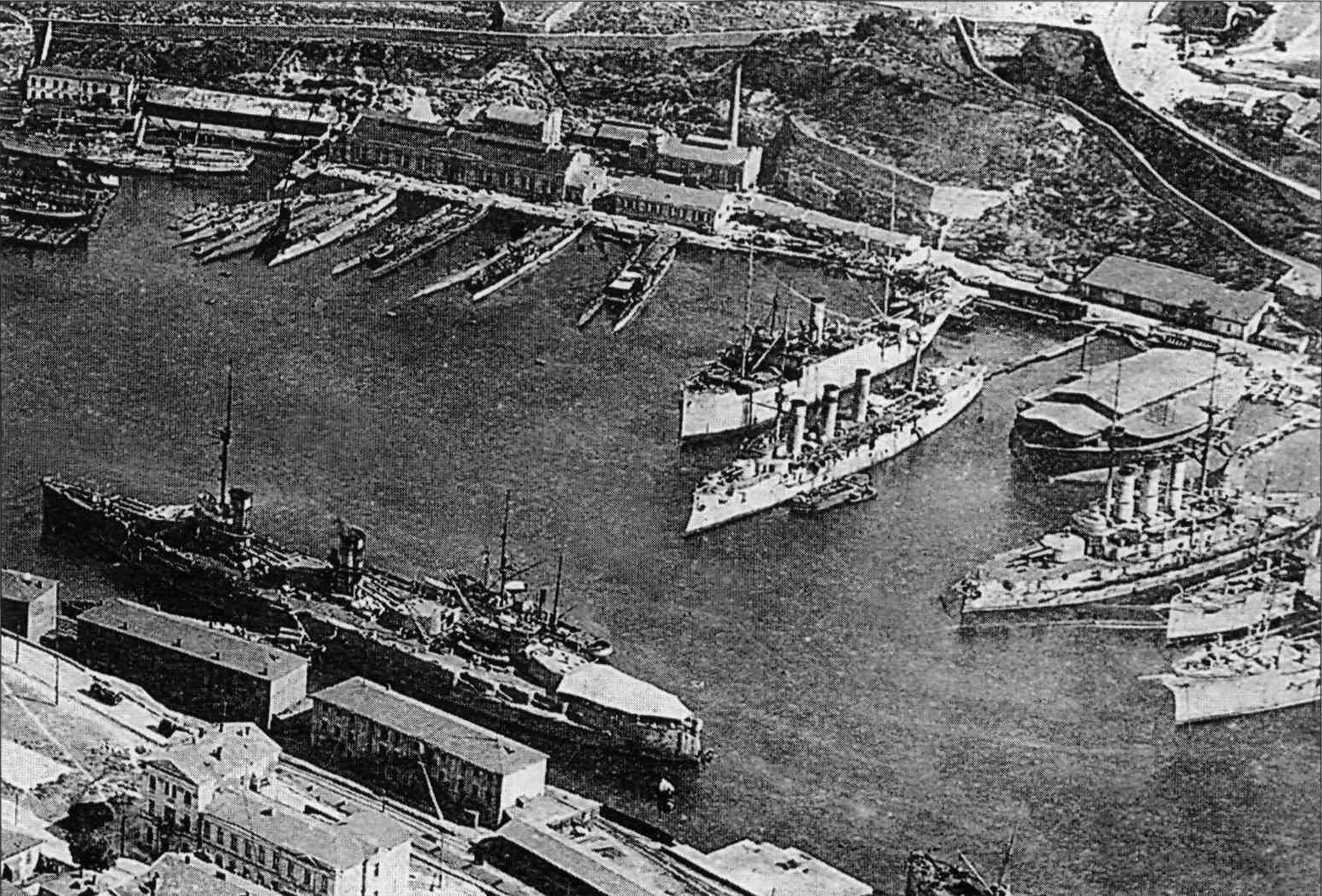
ウクライナ国時代の1918年8月に、ドイツ軍の航空機によって撮影されたセヴァストーポリ港の様子。手前に戦列艦ヴォーリャ、右手にイオアン・ズラトウーストが見える。

しかし、ウクライナ人民共和国が中央同盟国と同盟すると赤軍は劣勢に立たされ、瞬く間にウクライナを追われた。3月3日のブレスト＝リトフスク条約により占領地からの撤退を余儀なくされると、赤軍はイオアン・ズラトウーストはじめ黒海艦隊艦艇をセヴァストーポリ軍港で武装解除して保管状態に入れた。4月15日には、クリミア半島を制圧したペトロー・ボルボチャーン率いるウクライナ人民共和国軍によってイオアン・ズラトウーストは接収され、再びウクライナ国旗を掲げた。4月22日には、ムィハーイロ・サーブリン海軍少将によって全黒海艦隊艦艇と施設にウクライナ国旗が掲揚されるべしとする命令が発せられた。しかし、4月29日にはドイツ帝国の後ろ盾を得たヘーチマンの政変によって中央ラーダ政府は倒され、ヘーチマンを首班とするウクライナ国が成立した。ドイツ軍がセヴァストーポリを攻撃するというボリシェヴィキによる扇動で多くの艦艇が4月30日にかけてノヴォロシースクへの脱出を試みたが、湾内に侵入したゲーベンとハミディイェの砲撃を受けてほとんどの艦艇が脱出に失敗し、港へ引き返した。それらの艦は、機関などを破壊して放棄された。イオアン・ズラトウーストもそうした艦のひとつであった。5月1日には、イオアン・ズラトウーストはセヴァストーポリにてドイツ帝国軍に接収された。ドイツ帝国海軍は接収した艦を地中海艦隊に編入して地中海へ持ち去ることを計画したが、ウクライナ国政府はこれに反対して黒海艦隊艦艇を返還するよう要求書を出した。戦局の推移により結果としてイオアン・ズラトウーストは地中海に持ち去られることはなく、ウクライナ国海軍への編入が追認された。

### 破壊
中央同盟国が連合国に降伏すると、11月24日にはイギリス・フランス連合干渉軍が南ウクライナに浸入した。後ろ盾を失ったウクライナ国は崩壊し、セヴァストーポリにあったイオアン・ズラトウーストは干渉軍に接収され、イギリス海軍の指揮下に置かれた。干渉軍の撤退が決定すると、イギリス軍司令部の命によりボレーヅ・ザ・スヴォボードゥ(旧パンテレイモン)、エフスターフィイ、イオアン・ズラトウーストは1919年4月22日から24日にかけて爆破され、戦力を喪失させられた。4月29日には赤軍ウクライナ戦線に接収されたが、11月24日には南ロシア軍に奪取された。その後身のロシア軍は赤軍の実施したペレコープ＝チョーンガル作戦に敗れて艦隊を海外へ亡命させたが、イオアン・ズラトウーストは爆破のため損傷激しく、出航することができなかった。
1920年11月15日にセヴァストーポリは赤軍によって奪回されたが、イオアン・ズラトウーストは損傷が激しく稼動状態に復することは困難であった。結局、1923年には「コムゴスフォンドフ」に解体のため引き渡された。最終的に、イオアン・ズラトウーストは1925年11月21日付けで赤色海軍を除籍された。

## ギャラリー

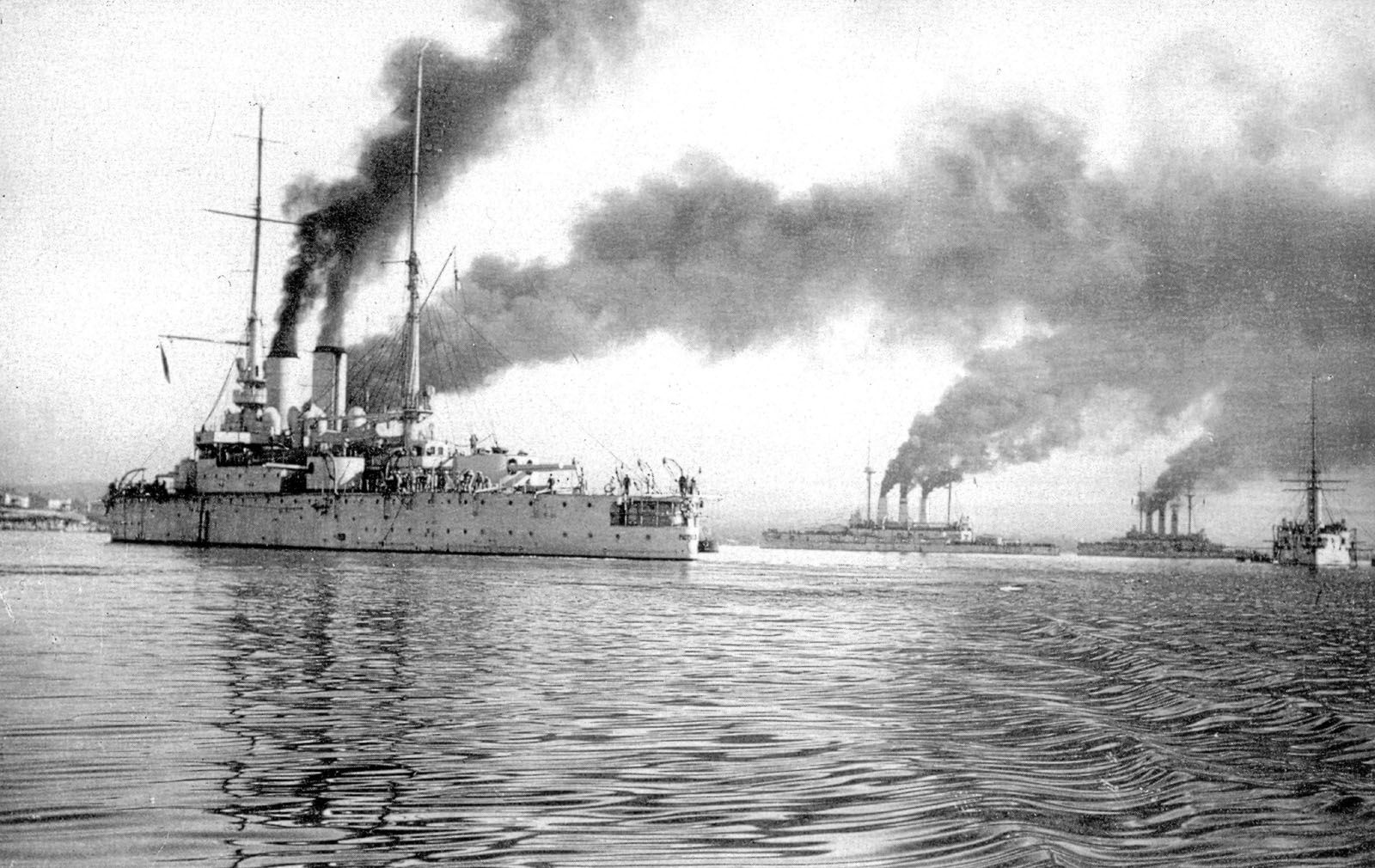
1910年代のセヴァストーポリ港の様子。手前は戦列艦ロスチスラフ、奥にイオアン・ズラトウーストと姉妹艦エフスターフィイが見える。
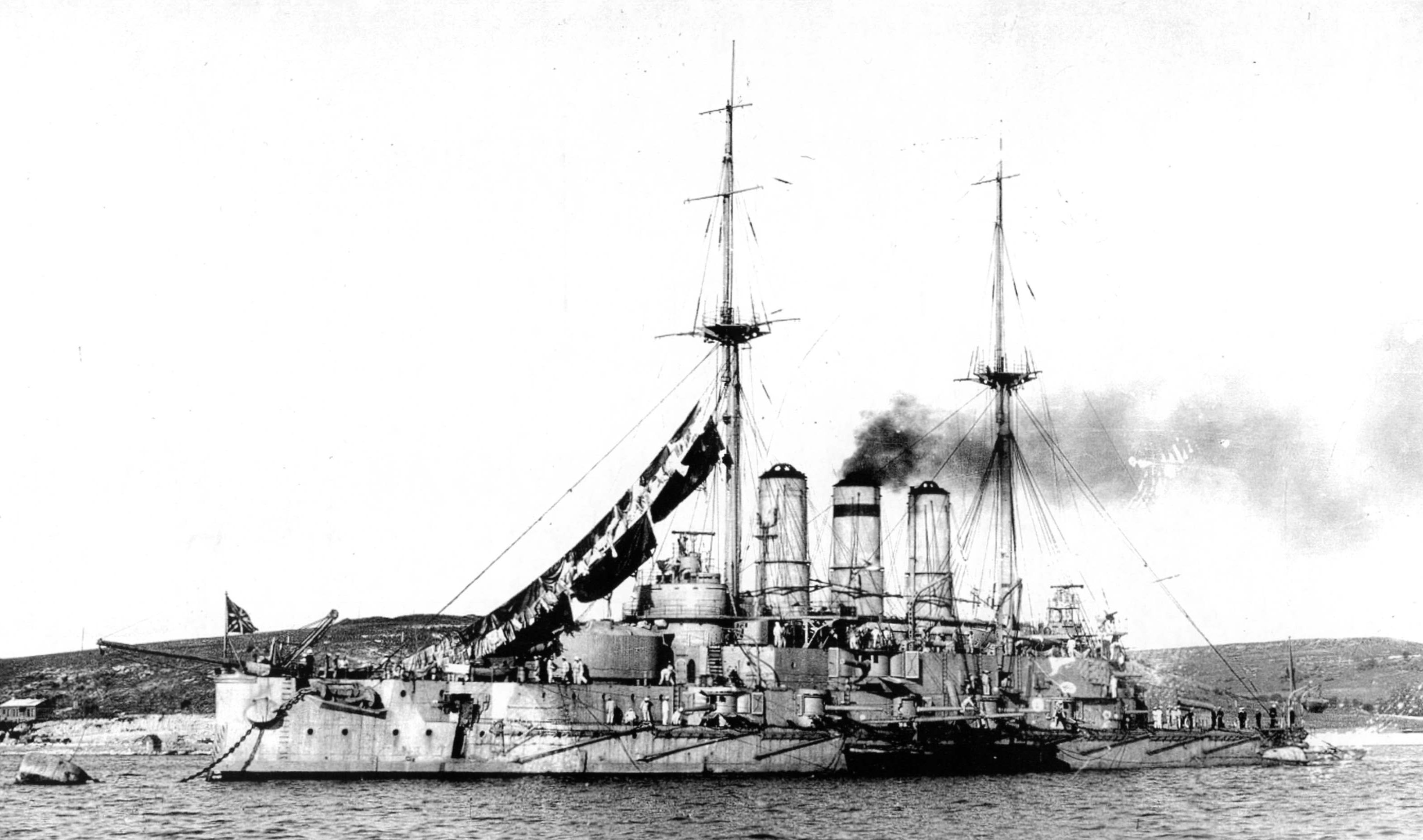
1913年にセヴァストーポリ沖合停泊地で撮影されたイオアン・ズラトウースト。
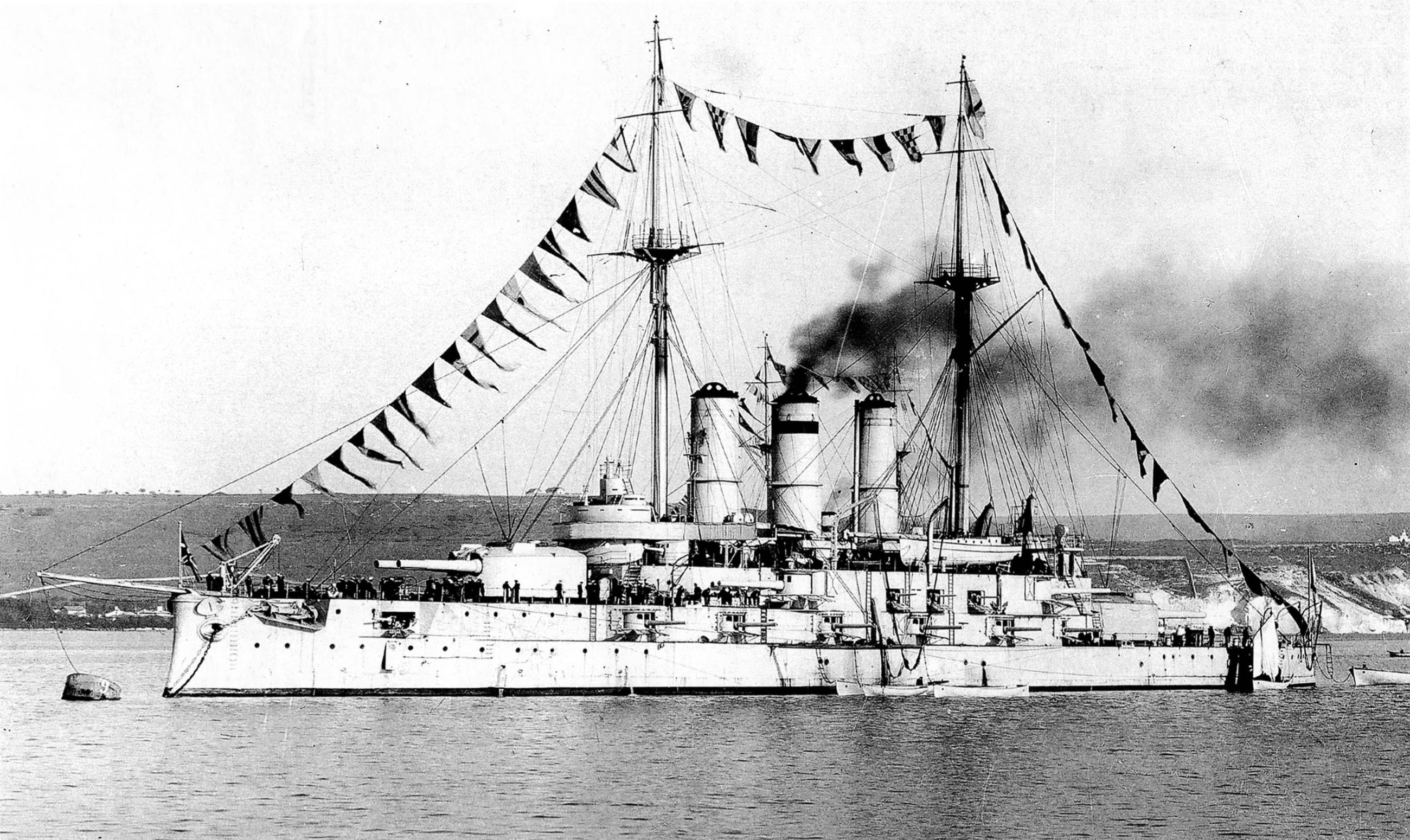
1913年に撮影されたイオアン・ズラトウースト。同型艦のエフスターフィイとは、煙突上部のフィルター形状が異なる。
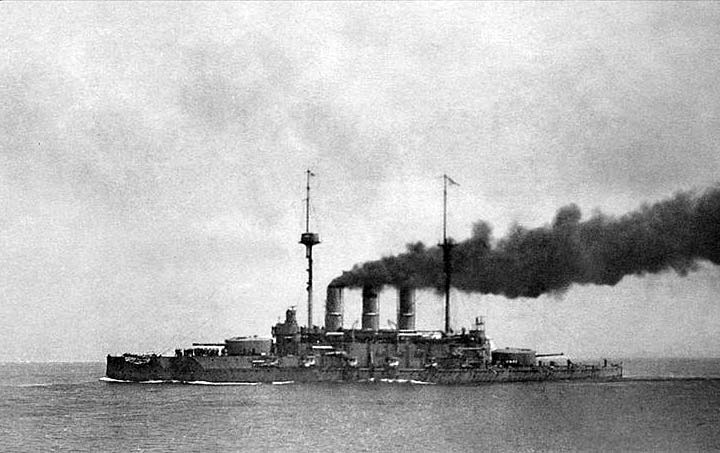
航走するイオアン・ズラトウースト。
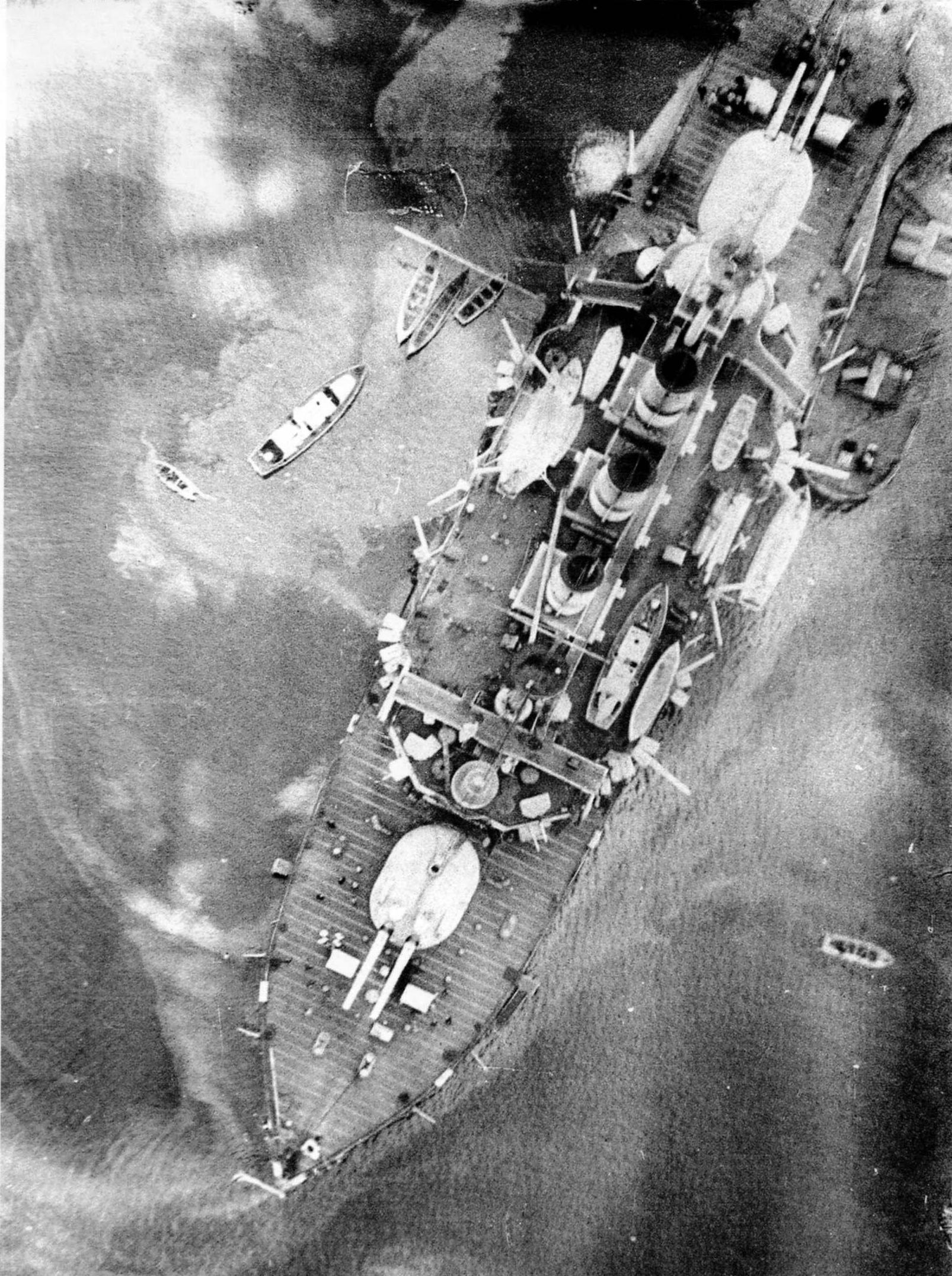
イオアン・ズラトウーストの俯瞰。
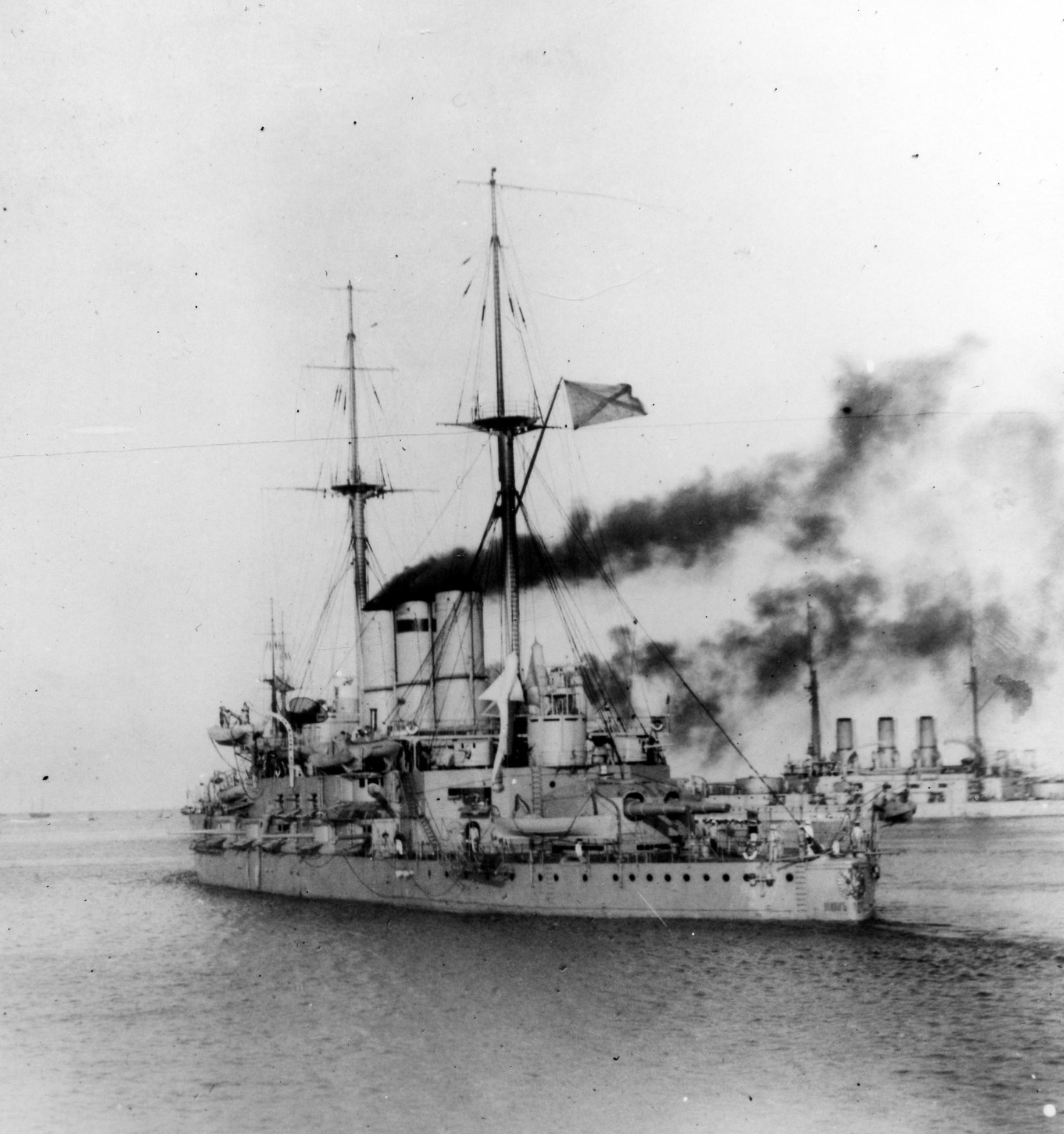
出向するイオアン・ズラトウーストとパンテレイモン（後ろ）
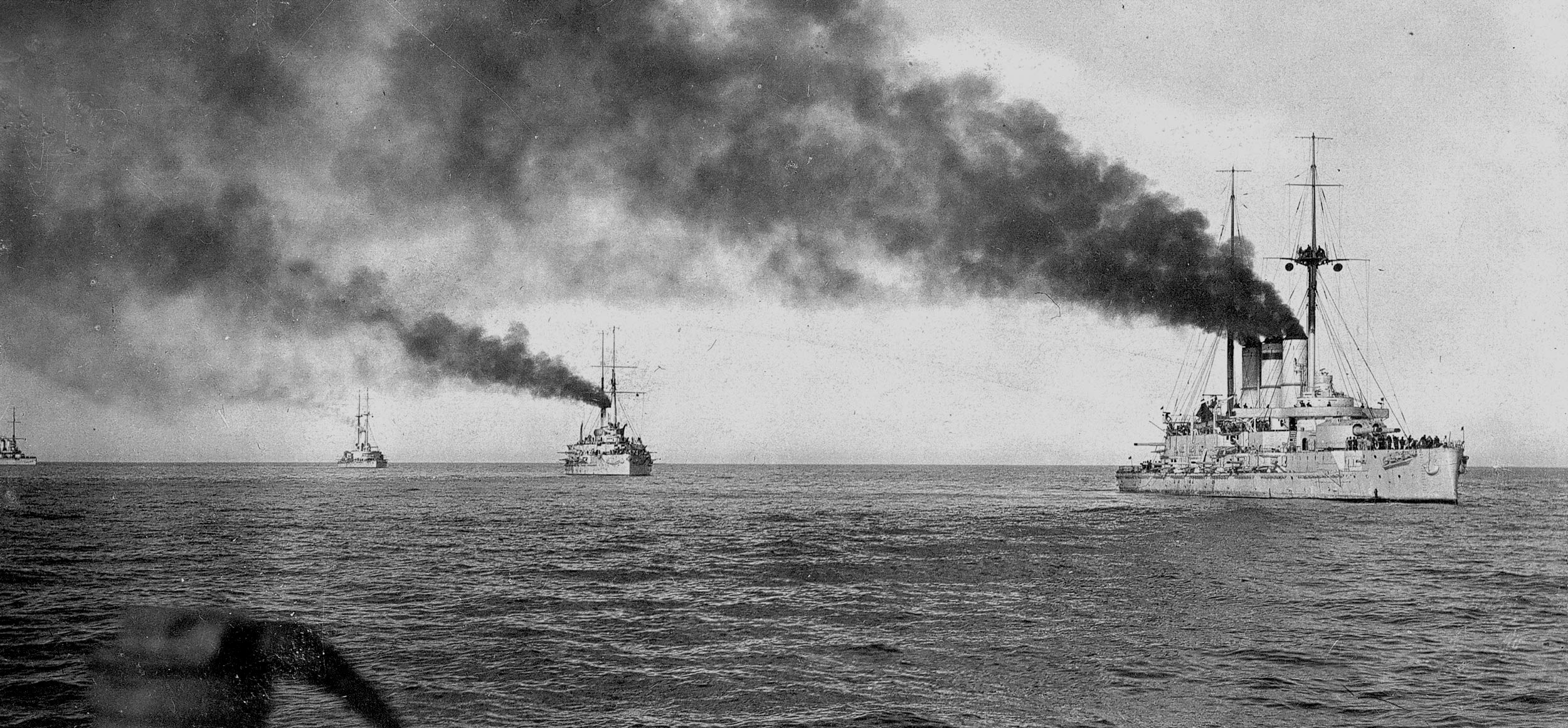
イオアン・ズラトウーストを先頭に進む黒海艦隊装甲艦隊。

### 画像ページ
- Фотоальбом :: Эскадренный броненосец "Иоанн Златоуст" Черноморского флота （ロシア語）
- Война на море / Эскадренные броненосцы типа "Евстафий" （ロシア語）

### 解説ページ
- Эскадренный броненосец "Иоанн Златоуст" Черноморского Флота （ロシア語）
- Эскадренный броненосец "Иоанн Златоуст" （ロシア語）
- Л.А. Кузнецов Линейные корабли типа "Иоанн Златоуст" （ロシア語）
- Броненосцы "Евстафий" и "Иоанн Златоуст") （ロシア語）
- Л.А.Кузнецов «Евстафий» （ロシア語）
- Последние русские броненосцы (ロシア海軍の公式ページ) （ロシア語）
- История Черноморского флота Советского Союза: от создания до 22 июня 1941 года - часть 2 - Статьи по военной тематике - Русское общество （ロシア語）
- Ю.В.Апальков Российский Императорский Флот 1914 -1917 гг. Справочник по корабельному составу / Линейные корабли （ロシア語）
- Класс "Евстафий" （ロシア語）
- Класс "Евстафий" （ロシア語）
- Энциклопедия кораблей /Броненосцы /Евстафий （ロシア語）
- TARGET&ЗВО / СТАРИКИ ПРИНИМАЮТ БОЙ （ロシア語）
- КОНТРАКТИ - 2007 - 03 / Від Потьомкіна до броненосців Дмитро КОРНІЙЧУК （ウクライナ語）
- Боевые корабли мира / Бой у мыса Сарыч （ロシア語）
- Українське життя в Севастополі Бібліотека ім. Марії Фішер-Слиж Павло ЛЯШУК Кримська війна по-українськи （ウクライナ語）
- Українське життя в Севастополі ЗАГИБЕЛЬ ЕСКАДРИ （ウクライナ語）
- Українське життя в Севастополі Чорноморський флот в період діяльності （ウクライナ語）
- Т.ШТИK - KOРАБЛІ УKРАЇНСЬKOЇ ФЛOТИ (1917 - 1918 рр.) （ウクライナ語）